# Episodi di Max Headroom (seconda stagione)
In Italia, la serie avrebbe dovuto essere trasmessa ogni lunedì, a partire dal 2 gennaio 1989; la trasmissione si sarebbe dovuta concludere lunedì 3 aprile 1989 con la messa in onda dell'ultimo episodio della seconda stagione. Questa programmazione venne rispettata solamente per i primi 4 episodi; a partire dal quinto episodio, la serie venne spostata al martedì. Infine, essa restò nel palinsesto ufficiale fino al decimo episodio, trasmesso il 14 marzo 1989, per poi essere cancellata: gli ultimi 4 episodi vennero trasmessi in modo saltuario, non si sa se già nel corso del 1989, oppure solamente in occasione delle repliche trasmesse nel 1992 e nel 1993.
Alcuni episodi in Italia vennero trasmessi in ordine differente rispetto alla trasmissione originale: il terzo episodio venne trasmesso per secondo e viceversa; il quarto venne trasmesso per sesto, e di conseguenza gli originali quinto e sesto episodio divennero il quarto e il quinto.

Di seguito la lista degli episodi della seconda stagione:
| nº | Titolo originale   | Titolo italiano         | Prima TV USA      | Prima TV Italia  |
| -- | ------------------ | ----------------------- | ----------------- | ---------------- |
| 1  | Academy            | Accademia               | 18 settembre 1987 | 21 febbraio 1989 |
| 2  | Deities            | I falsi dei             | 25 settembre 1987 | 28 febbraio 1989 |
| 3  | Grossberg's Return | Il ritorno di Grossberg | 2 ottobre 1987    | 7 marzo 1989     |
| 4  | Dream Thieves      | I ladri di sogni        | 9 ottobre 1987    | 14 marzo 1989    |
| 5  | Whackets           | Subliminal              | 16 ottobre 1987   | 21 marzo 1989    |
| 6  | Neurostim          | Neurostim               | 28 aprile 1988    | 28 marzo 1989    |
| 7  | Lessons            | Lezioni proibite        | 5 maggio 1988     | 4 aprile 1989    |
| 8  | Baby Grobags       | Gravidanza artificiale  | 12 maggio 1988    | 11 aprile 1989   |